# جبل فليشمان
جبل فليشمان، هو جبل يقع في جبال كاتسكيل في مدينة نيويورك شرق أركفيل ويقع جبل هوق شمال جبل فليشمان وتل ميد غربًا.